# Kabul
Kabul (كابل en darí y pastún, transliterado como Kabul, Kābul, Kābol o Kabol) es la capital y la ciudad más grande de Afganistán, con una población estimada en 2015, de 4.635.000 habitantes. Capital de la provincia de Kabul, es un centro económico y cultural situado estratégicamente en un valle estrecho que rodea al río Kabul, en la parte alta de las montañas antes del paso Khyber.
Kabul se encuentra en lo alto de un estrecho valle entre las montañas Hindu Kush, con una elevación de 1790 metros (5873 pies), lo que la convierte en una de las capitales más altas del mundo. Se dice que la ciudad tiene más de 3500 años de antigüedad, mencionada desde al menos la época del Imperio Aqueménida. Se encuentra en una ubicación estratégica a lo largo de las rutas comerciales del sur y centro de Asia, y una ubicación clave de la antigua Ruta de la Seda. Ha sido parte de los imperios Aqueménida seguidos por los Seléucidas, Maurya, Grecobactrianos, Indogriegos, Kushán, Kabul Shahis, Saffarí, Samánidas, Gaznávida, Gúrida, Jorezmitas, Khilji, Timúrida, Mogol, y Hotaki, hasta que finalmente se convirtieron en parte del Durrani (también conocido como el "Imperio afgano") en 1747. Kabul se convirtió en la capital de Afganistán en 1776, durante el reinado de Timur Shah Durrani, el segundo hijo de Ahmad Shah Durrani.
A principios del siglo XIX, los británicos ocuparon la ciudad, pero después de establecer relaciones diplomáticas se vieron obligados a retirar todas las fuerzas de Afganistán. La ciudad fue ocupada por los soviéticos en 1979, pero también la abandonaron después de que se firmaron los Acuerdos de Ginebra de 1988. Una guerra civil en la década de 1990 entre varios grupos rebeldes destruyó gran parte de la ciudad, causando muchas bajas.
Kabul es conocida por sus jardines, bazares y palacios. También fue anteriormente una meca para los jóvenes hippies occidentales. Desde la remoción de los talibanes del poder a fines de 2001, la ciudad comenzó a reconstruirse con la ayuda de la comunidad internacional. A pesar de los numerosos ataques terroristas por elementos antiestatales, la ciudad se está desarrollando y fue la quinta ciudad de más rápido crecimiento en el mundo en 2012. La ciudad está dividida en 22 distritos.
El 15 de agosto de 2021, Kabul fue tomada por combatientes talibanes, convirtiéndose en la trigésima tercera capital provincial en ser capturada por los talibanes como parte de la Ofensiva talibana de 2021. Con la captura de Kabul, los talibanes retomaron el control de Afganistán.

## Etimología
Muchos eruditos han señalado que el nombre de la ciudad proviene del Sánscrito Kamboj. También es conocida en los escritos clásicos como Kophes o Kophene.

## Historia

### Antigüedad
Kabul tiene una antigüedad de más de 3000 años, dado que se cree que fue establecida entre el 2000 a. C. y el 1500 a. C. En el texto hindú Rig Vedá se menciona la palabra "Kubhā" para referirse al río Kabul. Aunque no está claro cuál era el nombre que recibía la ciudad en la antigüedad, según diversas fuentes el asentamiento era conocido como Chabolo, Kophes. Los persas en el siglo III a. C. la llamaban Kabura y el sabio chino Xuanzang la denomina Gaofu, por ejemplo.
En el siglo I de nuestra era, la ciudad fue conquistada por el primer emperador Kushana, y permaneció en el imperio hasta el siglo III, período durante el cual Kabul fue una de las dos capitales de los Kushan. En el año 435 fue conquistada por los heftalitas (hunos blancos). Luego de su derrota, sus descendientes formaron una corta dinastía en Kabulistán, llamada Kabul-Shahan, y construyeron un muro defensivo alrededor de la ciudad, para protegerse de posibles ataques de los árabes. Algunos restos de ese muro han sobrevivido hasta la actualidad.
El Liang Shu también describe la conversión al budismo de Fusang por parte de los seis monjes budistas provenientes de Gandhara (actual Afganistán):

  "En tiempos antiguos, la gente de Fusang no sabía nada de la religión budista, pero en el segundo año de DaMing de la dinastía Song (485), cinco monjes de Kipin (Kabul región de Gandhara) viajó por barco a ese país. Propagaron la doctrina budista, distribuyendo escrituras y dibujos, y aconsejaron a la gente a renunciar a los apegos mundanos. Como resultado, las costumbres de Fusang cambiaron ". 
 Liang Shu 

### Periodo islámico
En el año 674 las invasiones islámicas alcanzan el actual territorio de Afganistán y conquistaron Kabul. Sin embargo, recién iniciado el siglo IX, con la llegada de Ya'qub bin Laith as-Saffar, fundador de la dinastía safárida del este de Irán, se instauró definitivamente el control islámico sobre la ciudad y sobre todo Afganistán.
Durante los siguientes siglos, la ciudad fue sucesivamente controlada por los Samánidas, la dinastía Hindú Shahí, los Gaznávidas y el Imperio Gurida. En el siglo XIII Kabul fue ocupada por las hordas mongolas, y en el siglo XIV volvió a resurgir como centro de comercio, bajo el control de Tamerlán, quien se casó con la hermana del gobernante de Kabul. Sin embargo, al decaer el poder de los Timúridas (descendientes de Tamerlán), la ciudad fue conquistada en 1504 por Babur, emperador mogol que instaló en ella su cuartel general.

### Imperio durrani

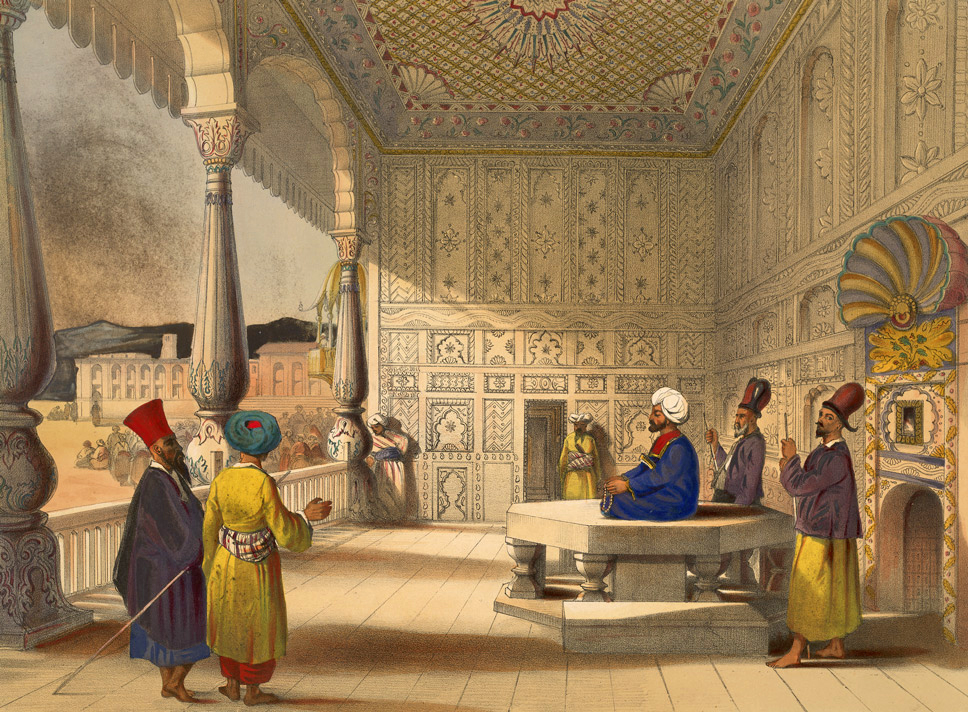
Shuja Shah Durrani en 1839.

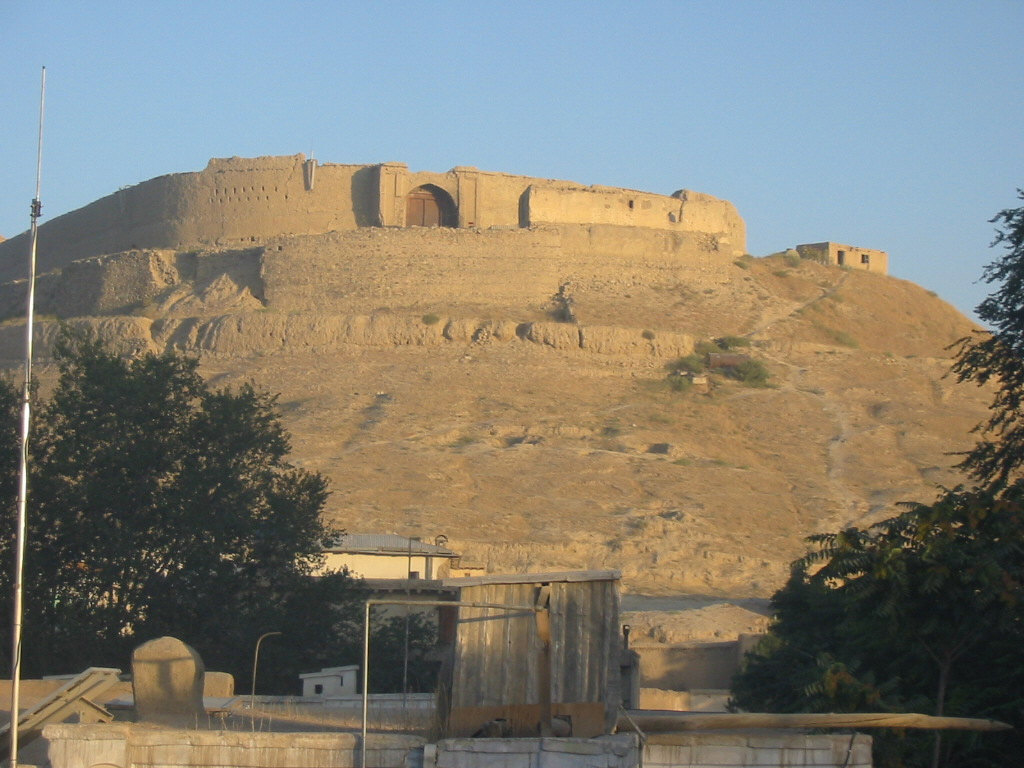
Vista de Balla Hissar, antigua ciudadela situada en el sur de la ciudad vieja de Kabul.

Nadir Shah, emperador conocido como el Napoleón Persa, conquistó la ciudad en 1738, pero fue asesinado nueve años más tarde. Ahmad Shah Durrani, militar afgano que comandaba la guardia personal de Nader Shah, asumió el trono a la muerte de este. Reafirmando el poder de los Pashtun, extendió sus dominios formando un nuevo imperio afgano. Por ello es considerado a menudo como el fundador de la actual República Islámica de Afganistán. Tras su muerte, su hijo (Timur Shah Durrani), hereda el poder y traslada la capital de Afganistán de Kandahar a Kabul.
En 1826, Dost Mohammed Khan asume el título de nuevo monarca afgano; sin embargo, en 1833, ante el temor de que la influencia rusa se expandiera hasta las fronteras de la India, el país es invadido por el Imperio británico, que pone en el poder a un impopular gobierno títere al mando de Shuja Shah, dando comienzo a la primera guerra anglo-afgana, la cual finaliza en 1842 con la derrota de los británicos. Dost Mohammed fue entonces liberado de su encarcelamiento y recobró su trono.
En 1878, los británicos vuelven a invadir Afganistán, lo que da comienzo a la segunda guerra anglo-afgana, la cual se extiende hasta 1881, cuando se retiran a la India, después de haber dejado en el poder a Amir Abdur Rahman.

### Independencia
En 1919, el rey Amanulá Khan asume el poder, e inicia una serie de reformas occidentalizantes. Decreta, además, la independencia de Afganistán de todo control extranjero en la Mezquita de Id Gah, y da comienzo a la tercera guerra anglo-afgana, cuyas negociaciones de paz concluyeron en 1921. En 1929 Amanulá se ve obligado a abandonar Kabul, debido a un alzamiento de los sectores ultraconservadores, encabezados por el antiguo bandido Habibulá Kalakani, que usurpó el trono. La ciudad quedó durante varios meses bajo el dominio de las huestes de Kalakani, que trató de revertir todas las reformas, hasta que fue derrotado y ejecutado. En 1933 el nuevo rey Nadir Khan es asesinado, asumiendo el trono su hijo, de tan solo diecinueve años, Mohamed Zahir Shah, quien sería a la postre el último rey de Afganistán.
En 1932 se funda la primera universidad afgana, la Universidad de Kabul, comenzando a crecer la ciudad como centro industrial del país en la década de los 40. En los años 50 se inicia la pavimentación de calles en Kabul. En los 60 la ciudad adquiere características más cosmopolitas, abriéndose la primera tienda de una cadena internacional (Marks & Spencer) de toda Asia Central, y en 1967 se inaugura el Zoológico de Kabul.

### Guerra civil afgana
En 1969, se registra un alzamiento religioso contra las políticas reformistas del rey. En 1973 un golpe de Estado, encabezado por Mohammed Daud Khan, derroca al rey e instaura una república. En 1975 un sistema de trolebuses eléctricos proveyó de transporte público a la ciudad. El sistema fue construido con asistencia técnica de Checoslovaquia.

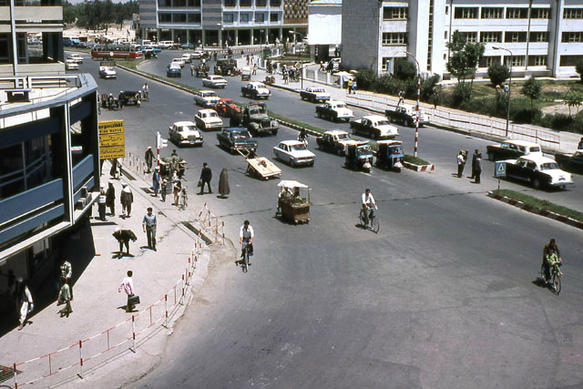
Kabul en la década de 1970.

En 1978 la ciudad fue el epicentro de la Revolución de Saur, que instauró un gobierno socialista. El nuevo régimen aplicó un plan de desarrollo de la capital y de construcción de viviendas para trabajadores, con el objetivo de solucionar la pésima situación habitacional de Kabul (de los 70 000 edificios de vivienda que había entonces, 40 000 eran inhabitables y 20 000 familias no tenían casa), que se realizó con ayuda soviética. En 1979 tuvo lugar el golpe de Estado de Hafizullah Amín (septiembre) y su posterior derrocamiento (diciembre). Kabul era un bastión para los comunistas afganos durante la guerra contra los muyahidines; estos últimos cometieron numerosos atentados terroristas en la ciudad. En 1989 se cerró la embajada de Estados Unidos en Kabul, tras la retirada de las tropas soviéticas que habían llegado diez años antes.

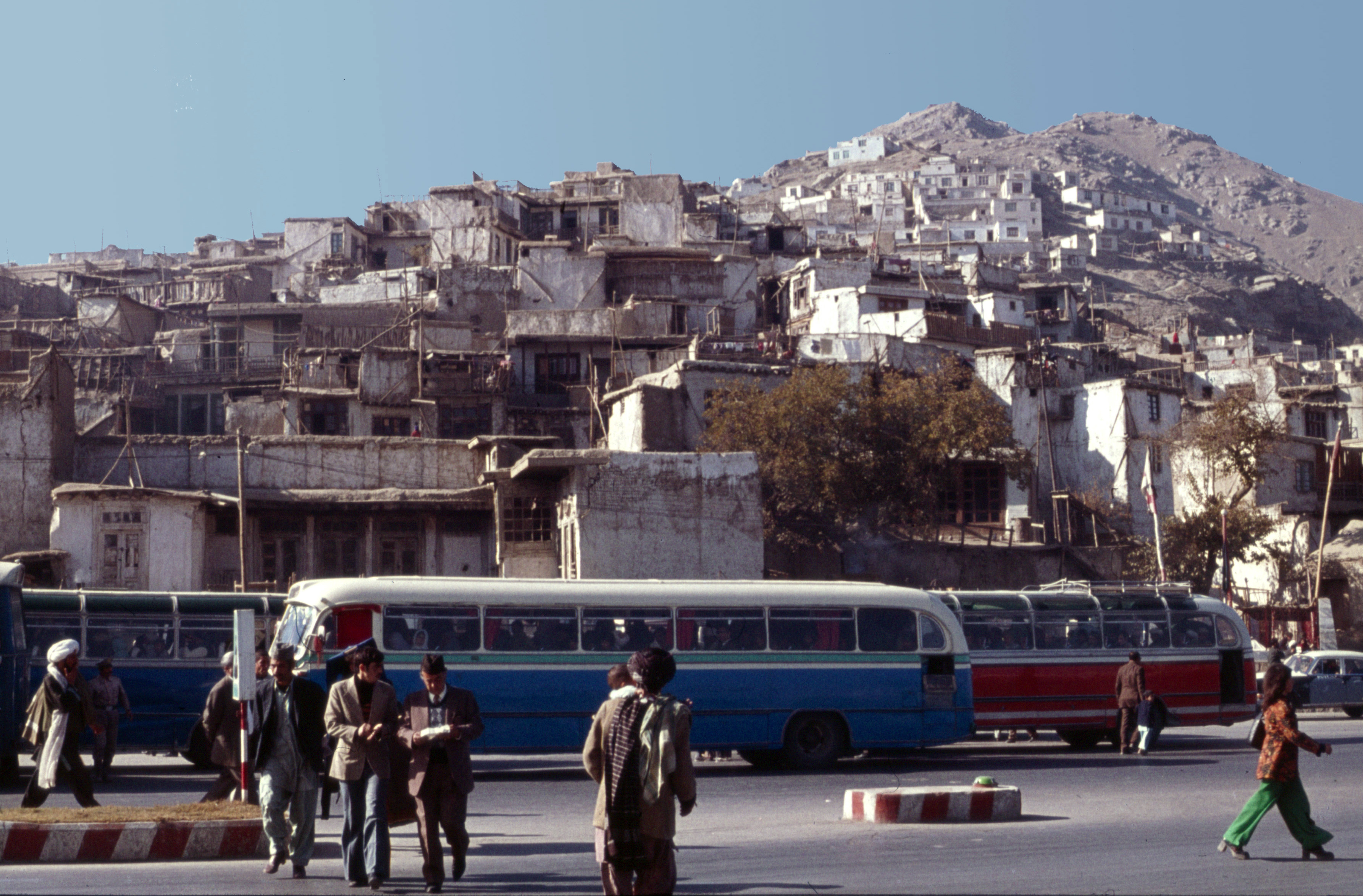
Kabul en 1976.

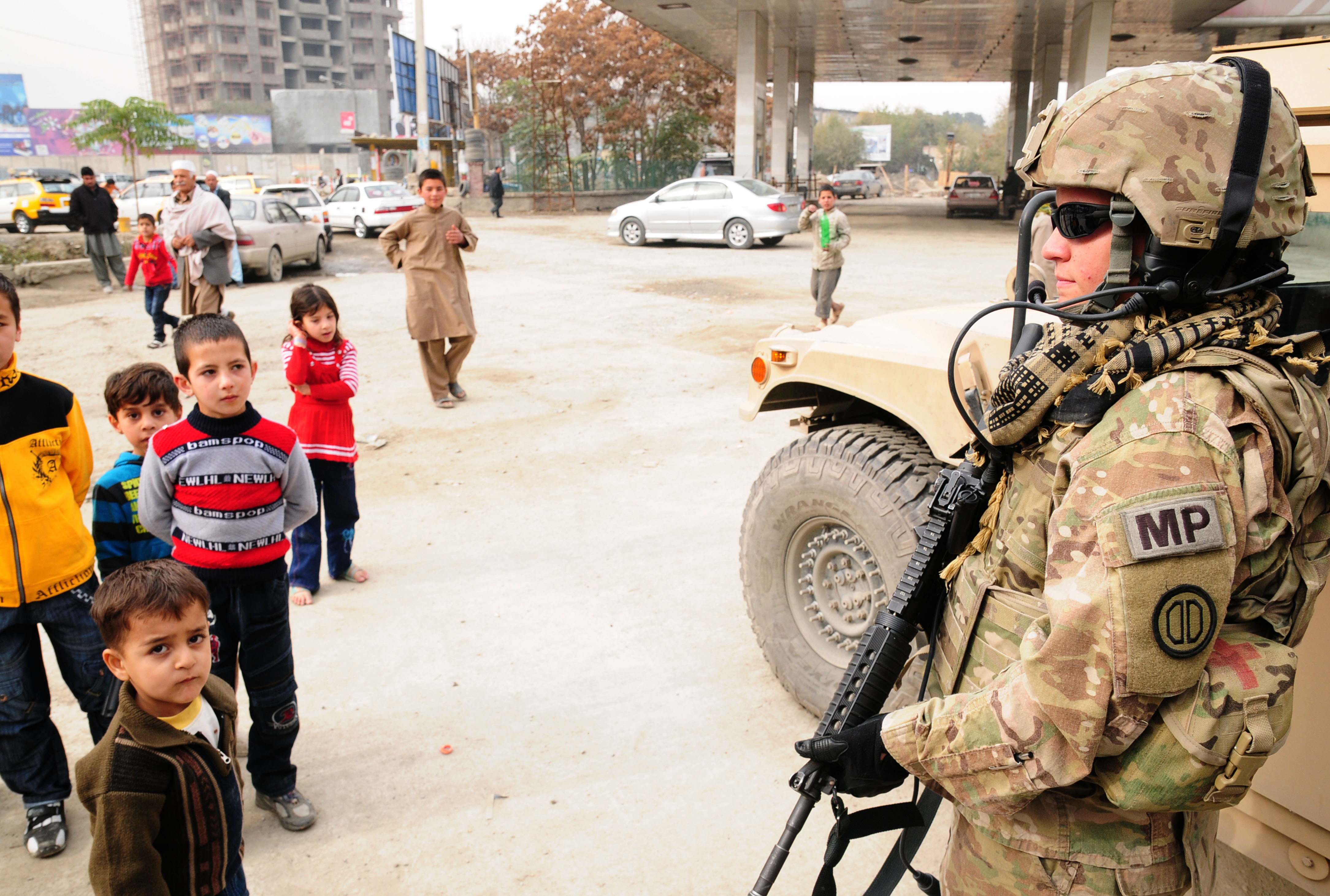
Kabul en 2011.

En 1992 el gobierno comunista de Mohammad Najibullah fue derrocado, y la ciudad cayó en poder de los muyahidines, los cuales, al estar divididos en facciones, continuaron luchando entre sí. En diciembre de 1992 se detuvo el último de los trolebuses de la ciudad, a causa del conflicto armado, y fueron reemplazados por un sistema de 800 autobuses públicos que continuó proporcionando el transporte a la población. Hacia 1993 el servicio de electricidad y agua potable de la ciudad fue completamente interrumpido. En septiembre de 1996 la ciudad cayó en poder de los talibanes, quienes lincharon públicamente al expresidente Najibullah y a su hermano. Tras la victoria talibán, las luchas callejeras entre las facciones llegó a su fin.
Cinco años más tarde, en 2001, las fuerzas de los Estados Unidos invadieron Afganistán, provocando la huida de los talibanes de Kabul, mientras que la Alianza del Norte tomaba el control de la ciudad. A partir de 2003 la ciudad comenzó lentamente a recuperarse, gracias a la ayuda de la inversión extranjera.
El 20 de enero de 2018 ocurrió un atentado en el Hotel InterContinental, perpetrado por la red global insurgente el Talibán, el ataque dejó como saldo 22 personas fallecidas y entre 22 a 43 personas heridas entre locales y extranjeros.
El 15 de agosto de 2021 los talibanes tomaron el control de la ciudad durante la retirada del ejército estadounidense, con lo que Kabul pasó a ser la capital del recién restaurado, aunque no internacionalmente reconocido Emirato islámico de Afganistán. Al mismo tiempo, el presidente de Afganistán, Ashraf Ghani Ahmadzai abandonó el país y se declaró en el exilio junto al 1.er vicepresidente Amrullah Saleh y al 2.º vicepresidente Sarwar Danish.

## Administración

Mapa de la ciudad de Kabul.

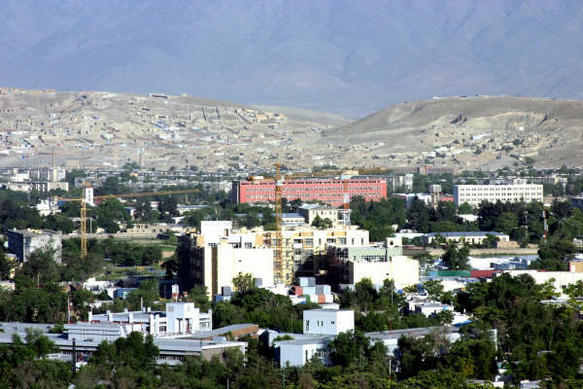
Wazir Akbar Khan

La ciudad de Kabul se encuentra dividida en los siguientes barrios:
- Shahr-e Naw (Nueva Ciudad)
- Wazir Akbar Khan
- Macrorayon (1, 2, 3 y 4)
- Khair Khana (1, 2 y 3)
- Murrad Jani - se trata de un antiguo barrio de la ciudad y tradicionalmente era residencia de las clases altas de la ciudad, además de servir como lugar entretenimiento para la realeza afgana. En la actualidad es una sombra de lo que solía ser, ya que las décadas de guerra y el abandono han causado estragos. Muchas de las estructuras restantes amenazan con derrumbarse. La Turquoise Mountain Foundation está intentando restaurar este histórico barrio de Kabul.
- Dashti Barchi
- Kartey Sakhi
- Qalai Wazir
- Khushhall Khan
- Afshar
- Kharabat
- Klola Pushta y Taimani
- Kartey Parwan
- Kartey Naw (barrio nuevo)
- Kartey (3 y 4)
- Darul-Aman
- Chehlstoon
- Chendawol
- Shahr-e Kohna (barrio viejo)
- Deh Buri
- Bibi Mahroo

La ciudad está dividida en Distritos, nombrados con números del 1 al 17

## Clima
| Parámetros climáticos promedio de Kabul (1956–1983) | Parámetros climáticos promedio de Kabul (1956–1983) | Parámetros climáticos promedio de Kabul (1956–1983) | Parámetros climáticos promedio de Kabul (1956–1983) | Parámetros climáticos promedio de Kabul (1956–1983) | Parámetros climáticos promedio de Kabul (1956–1983) | Parámetros climáticos promedio de Kabul (1956–1983) | Parámetros climáticos promedio de Kabul (1956–1983) | Parámetros climáticos promedio de Kabul (1956–1983) | Parámetros climáticos promedio de Kabul (1956–1983) | Parámetros climáticos promedio de Kabul (1956–1983) | Parámetros climáticos promedio de Kabul (1956–1983) | Parámetros climáticos promedio de Kabul (1956–1983) | Parámetros climáticos promedio de Kabul (1956–1983) |
| Mes                                                 | Ene.                                                | Feb.                                                | Mar.                                                | Abr.                                                | May.                                                | Jun.                                                | Jul.                                                | Ago.                                                | Sep.                                                | Oct.                                                | Nov.                                                | Dic.                                                | Anual                                               |
| --------------------------------------------------- | --------------------------------------------------- | --------------------------------------------------- | --------------------------------------------------- | --------------------------------------------------- | --------------------------------------------------- | --------------------------------------------------- | --------------------------------------------------- | --------------------------------------------------- | --------------------------------------------------- | --------------------------------------------------- | --------------------------------------------------- | --------------------------------------------------- | --------------------------------------------------- |
| Temp. máx. abs. (°C)                                | 18.8                                                | 18.4                                                | 26.7                                                | 28.7                                                | 33.5                                                | 36.8                                                | 37.7                                                | 37.3                                                | 35.1                                                | 31.6                                                | 24.4                                                | 20.4                                                | 37.7                                                |
| Temp. máx. media (°C)                               | 4.5                                                 | 5.5                                                 | 12.5                                                | 19.2                                                | 24.4                                                | 30.2                                                | 32.1                                                | 32.0                                                | 28.5                                                | 22.4                                                | 15.0                                                | 8.3                                                 | 19.5                                                |
| Temp. media (°C)                                    | -2.3                                                | -0.7                                                | 6.3                                                 | 12.8                                                | 17.3                                                | 22.8                                                | 25.0                                                | 24.1                                                | 19.7                                                | 13.1                                                | 5.9                                                 | 0.6                                                 | 12.1                                                |
| Temp. mín. media (°C)                               | −7.1                                                | −5.7                                                | 0.7                                                 | 6.0                                                 | 8.8                                                 | 12.4                                                | 15.3                                                | 14.3                                                | 9.4                                                 | 3.9                                                 | −1.2                                                | −4.7                                                | 4.3                                                 |
| Temp. mín. abs. (°C)                                | -25.5                                               | -24.8                                               | -12.6                                               | -2.1                                                | 0.4                                                 | 3.1                                                 | 7.5                                                 | 6.0                                                 | 1.0                                                 | -3.0                                                | -9.4                                                | -18.9                                               | -25.5                                               |
| Precipitación total (mm)                            | 34.3                                                | 60.1                                                | 67.9                                                | 71.9                                                | 23.4                                                | 1.0                                                 | 6.2                                                 | 1.6                                                 | 1.7                                                 | 3.7                                                 | 18.6                                                | 21.6                                                | 312.0                                               |
| Días de lluvias (≥ 1 mm)                            | 2                                                   | 3                                                   | 10                                                  | 11                                                  | 8                                                   | 1                                                   | 2                                                   | 1                                                   | 1                                                   | 2                                                   | 4                                                   | 3                                                   | 48                                                  |
| Días de nevadas (≥ 1 mm)                            | 7                                                   | 6                                                   | 3                                                   | 0                                                   | 0                                                   | 0                                                   | 0                                                   | 0                                                   | 0                                                   | 0                                                   | 0                                                   | 4                                                   | 20                                                  |
| Horas de sol                                        | 177.2                                               | 178.6                                               | 204.5                                               | 232.5                                               | 310.3                                               | 353.4                                               | 356.8                                               | 339.7                                               | 303.9                                               | 282.6                                               | 253.2                                               | 182.4                                               | 3175.1                                              |
| Humedad relativa (%)                                | 68                                                  | 70                                                  | 65                                                  | 61                                                  | 48                                                  | 36                                                  | 37                                                  | 38                                                  | 39                                                  | 42                                                  | 52                                                  | 63                                                  | 52                                                  |
| Fuente: NOAA                                        |                                                     |                                                     |                                                     |                                                     |                                                     |                                                     |                                                     |                                                     |                                                     |                                                     |                                                     |                                                     |                                                     |

## Demografía

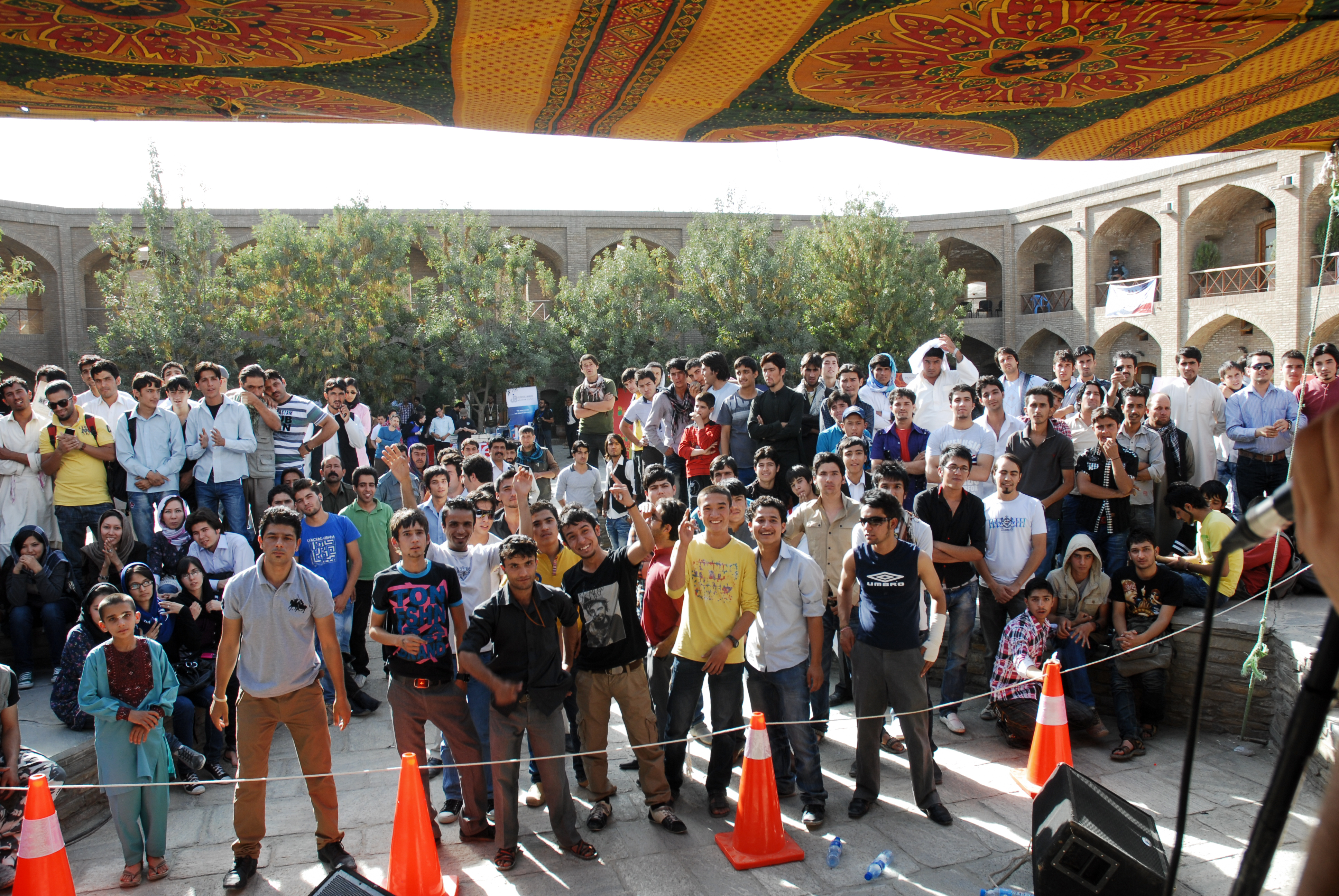
Un festival de música en Bagh-e Babur.

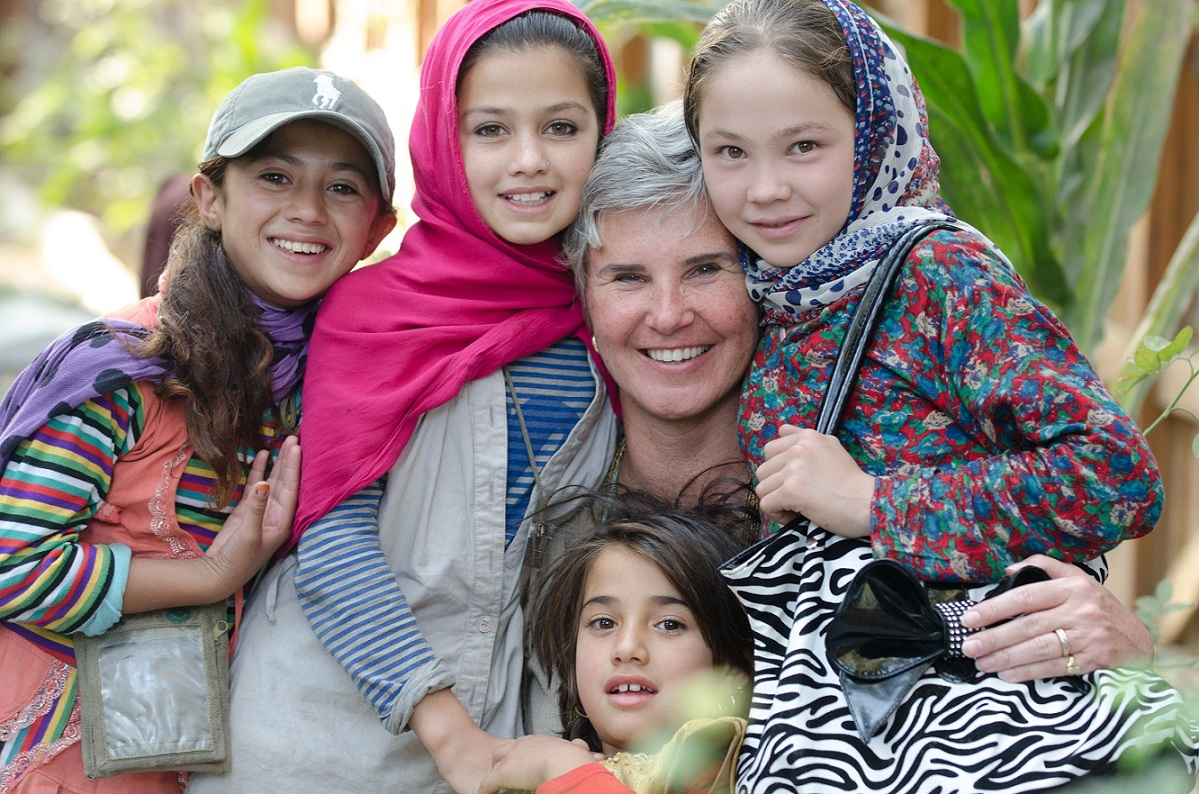
Niñas afganas en Kabul.

Kabul tiene una población de 3.289.000 habitantes. La población de la ciudad refleja la numerosa diversidad étnica, multicultural y multiconfesional característica de todo Afganistán. No hay datos oficiales gubernamentales sobre la composición étnica exacta de la población de la ciudad. Sin embargo, parece que los persas constituyen la mayoría de la población de la ciudad, y junto con los suníes tayikos forman el 45% de la población, seguidos por los chiitas hazaras con el 25%. Los pastunes, también sunitas, forman la minoría más importante. También hay un considerable grupo de hablantes túrquicos de Uzbekistán, así como un considerable número de aimaks, baluchos, pashais, y algunos grupos de sijes e hindúes.

### Población
La población de la provincia se compone de la siguiente manera
| Distrito    | Mujeres   | Hombres   | Total     | Hogares | Personas hogar |
| ----------- | --------- | --------- | --------- | ------- | -------------- |
| Distrito 01 | 41.700    | 45.700    | 87.400    | 14.800  | 5,9            |
| Distrito 02 | 51.300    | 55.000    | 106.300   | 17.400  | 6,2            |
| Distrito 03 | 61.700    | 67.000    | 128.700   | 21.300  | 6,1            |
| Distrito 04 | 132.600   | 141.400   | 274.000   | 43.200  | 6,4            |
| Distrito 05 | 121.100   | 131.900   | 253.000   | 41.600  | 6,1            |
| Distrito 06 | 135.200   | 145.000   | 280.200   | 48.100  | 5,9            |
| Distrito 07 | 160.600   | 174.500   | 335.100   | 55.800  | 6,1            |
| Distrito 08 | 133.800   | 144.700   | 278.500   | 42.600  | 6,6            |
| Distrito 09 | 116.900   | 124.100   | 241.000   | 38.100  | 6,4            |
| Distrito 10 | 143.000   | 152.600   | 295.600   | 49.300  | 6,0            |
| Distrito 11 | 113.200   | 118.100   | 231.300   | 37.100  | 6,3            |
| Distrito 12 | 20.200    | 22.300    | 42.500    | 6.500   | 6,6            |
| Distrito 13 | 94.700    | 100.900   | 195.600   | 32.800  | 6,0            |
| Distrito 14 | *         | ...       | ...       | ...     | ..             |
| Distrito 15 | 153.400   | 163.000   | 316.400   | 50.600  | 6,3            |
| Distrito 16 | 65.900    | 71.400    | 137.300   | 22.400  | 6,2            |
| Distrito 17 | 41.400    | 44.700    | 86.100    | 13.300  | 6,5            |
| Total       | 1.586.700 | 1.702.300 | 3.289.000 | 534.900 | 6,2            |

## Transporte

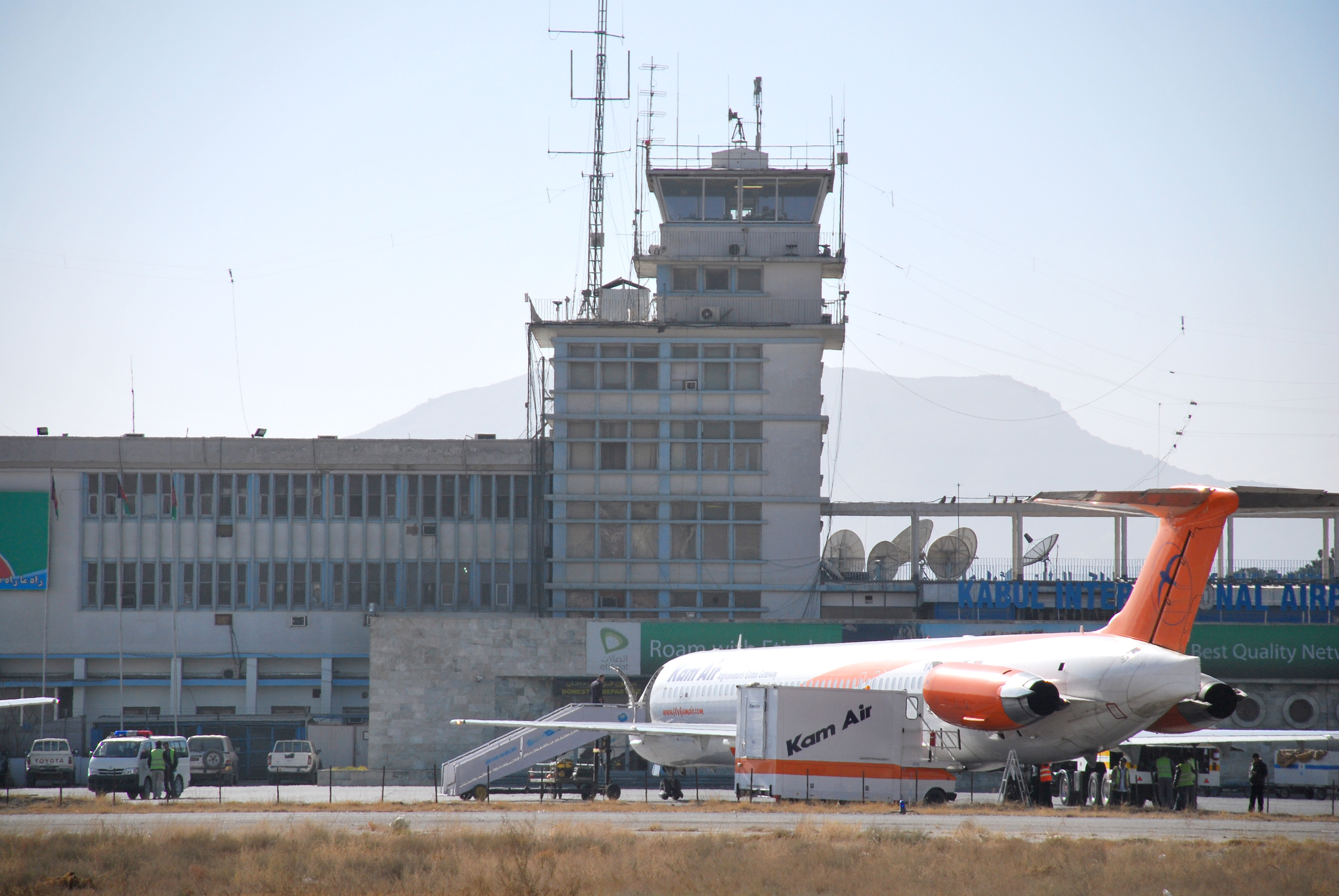
Vista del Aeropuerto Internacional de Kabul, el más importante de Afganistán.

El Aeropuerto Internacional de Kabul es el principal de Afganistán y sirve de hub a Ariana Afghan Airlines, la aerolínea de bandera del país. Kam Air, Pamir Airways y Safi Airways también concentran sus sedes en Kabul. Diversas aerolíneas de países colindantes, como Pakistán o Irán, mantienen vuelos regulares con la capital afgana. La intervención extranjera de 2001 y el posterior cambio de gobierno supuso un importante cambio en la dinámica del aeropuerto con un aumento del número de vuelos. Además, en el contexto de la reconstrucción de las instalaciones del país, el gobierno de Japón construyó una nueva terminal que entró en servicio en 2008. El aeropuerto también es utilizado por fuerzas militares de la coalición, pero el grueso de los vuelos de países de la OTAN suelen operar desde la Base Aérea de Bagram, unos 50 kilómetros al norte de la capital. La Fuerza Aérea de Afganistán utiliza el aeropuerto de Kabul como principal base, y la seguridad de la misma es responsabilidad compartida de fuerzas locales y de países de la coalición que se van rotando.

## Comunicaciones
Los servicios de telefonía móvil, GPRS y GSM de la ciudad son proporcionados por las compañías de: Afganistán Wireless, Etisalat, Roshan y MTN. En noviembre de 2006, el Ministerio de Comunicaciones de Afganistán firmó un acuerdo por valor de 64,5 millones de dólares con una empresa (ZTE Corporation) sobre el establecimiento de una red nacional de cable de fibra óptica, lo que mejorará el teléfono, internet, la televisión y los servicios de radiodifusión no solo en Kabul, sino en todo el país. Internet se introdujo en la ciudad en el 2002 y se ha expandido rápidamente.
Hay un gran número de oficinas de correos en toda la ciudad y también están disponibles servicios de entrega de paquetes como FedEx, TNT Express o DHL.
La ciudad tiene muchas estaciones de radio, tanto en idiomas locales (incluidos Pashto y Dari), como algunos programas en inglés. Una de sus emisoras más antiguas e importantes es Radio Kabul.

## Educación

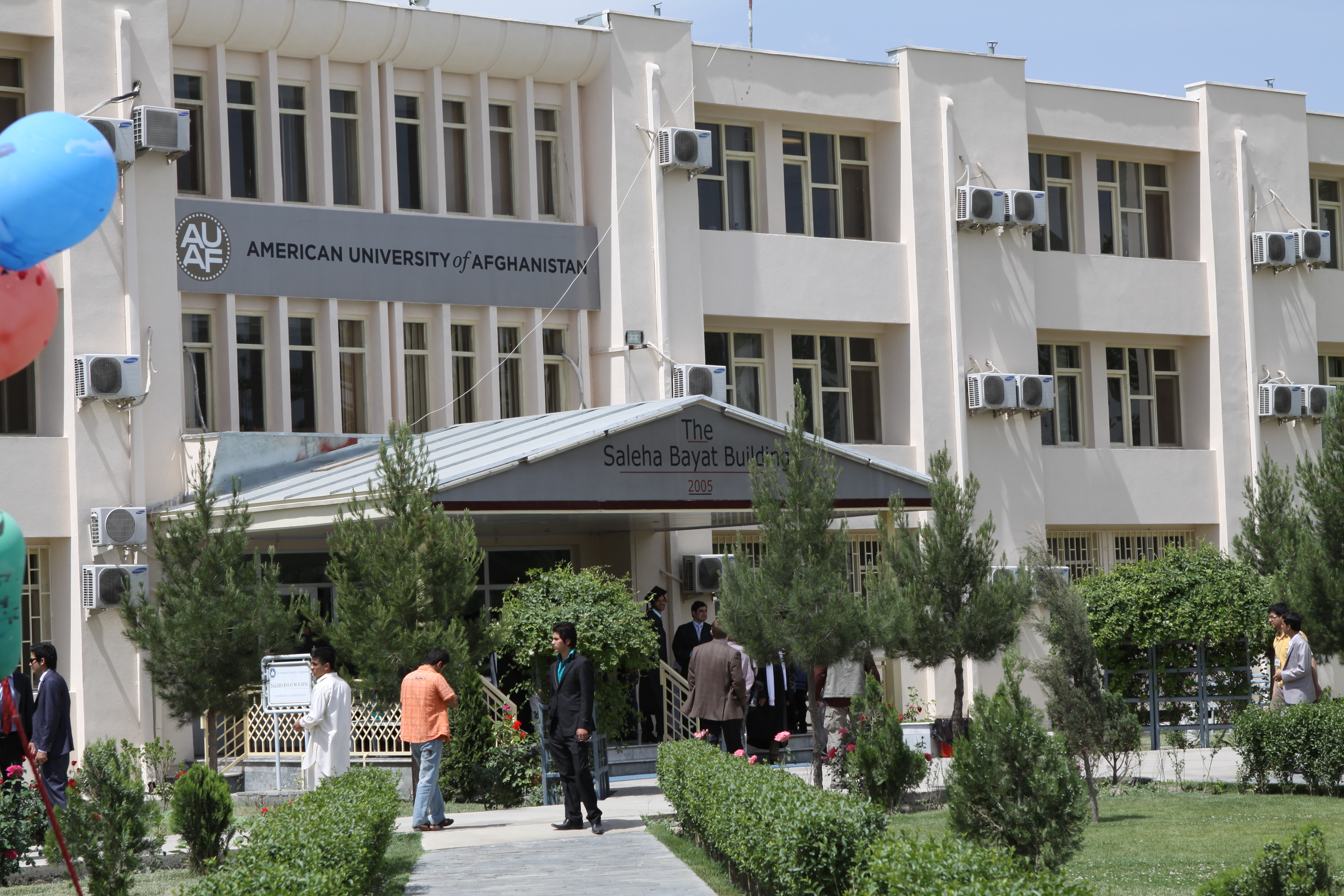
Universidad Estadounidense de Afganistán.

Todas las escuelas públicas de Kabul volvieron a abrir en 2002 y se están mejorando cada año. La mayoría de los niños y niñas de la ciudad asisten a las clases. Algunas de las escuelas públicas más conocidas son Amani High School, Durrani High School, Ghulam Haider Khan High School, Ghazi High School, y Rahman Baba High School.
Los colegios privados y las universidades de la ciudad también fueron renovados después de 2002, algunos de ellos han sido construidos recientemente, pero otros existen desde principios de 1900.
Las universidades de Kabul son:
- Universidad de Kabul
- Politécnica de Kabul
- Universidad Estadounidense de Afganistán
- Academia Militar Nacional de Afganistán
- Universidad de Afganistán
- Universidad Médica de Kabul
- Escuela Internacional de Kabul
- American University of Afghanistan